# I-5 (підводний човен)
I-5 — підводний човен Імперського флоту Японії, який брав участь у Другій світовій війні.

## Передвоєнна історія
Корабель, який спорудили у 1929 році на верфі Kawasaki в Кобе, став першим та єдиним представником типу J1 Modified (він же клас I-5). Останній створили шляхом модифікації типу J1, при цьому головна відмінність полягала в наявності ангара для розвідувального гідролітака Yokosuka E6Y1, що зробило І-5 першим японським авіанесучим підводним човном.
У 1933-му човен пройшов модернізацію, під час якої кормову палубну гармату замінили на катапульту.
21—23 серпня 1937-го, невдовзі після початку Другої японо-китайської війни, I-5 брав участь у дистанційному прикритті загону лінкорів, які здійснили рейс з військами з Японії до Шанхаю (у певній зоні цього міста після конфлікту 1932 року, відомого як «Інцидент 28 січня», перебував японський гарнізон, який значно поступався за чисельністю спрямованим сюди китайським військам).

## Перший похід
На момент вступу Японії у Другу світову війну I-5 належав до 8-ї дивізії підводних човнів. 16 листопада 1941-го човен полишив Японію і 7 грудня перебував у районі на північ від острова Молокаї із завданням діяти проти кораблів, що спробують полишити Перл-Гарбор. Втім, ані в день початку бойових дій 7 грудня, ані в наступні кілька тижнів кораблю не вдалось досягнути жодних успіхів. 9 січня 1942-го I-5 взяв участь у безрезультатному полюванні на авіаносець «Лексінгтон», а 22 січня завершив похід на Маршаллових островах на атолі Кваджелейн (до середини 1942-го активно використовувався як база підводних сил Імперського флоту). 24 січня — 2 лютого човен пройшов звідси до Японії.

## Другий похід
11 лютого 1942-го I-5 вирушив до Нідерландської Ост-Індії та у другій половині місяця прибув до затоки Старінг-Бей (південно-східний півострів острова Целебес). 23 лютого він рушив звідси із завданням вийти для патрулювання в Індійський океан. Втім, близько опівдня 25 лютого під час прямування в надводному положенні західніше від острова Тимор I-5 був помилково атакований японськими бомбардувальниками, що призвело до вибуху сигнальних ракет у бойовій рубці. Човен зазнав значних пошкоджень внаслідок пожежі та був змушений перервати похід і через Купанг (нещодавно згаданий острів Тимор) попрямував до Старінг-Бей. 28 лютого на підході до останньої I-5 сів на риф, з якого його зняли тільки 20 березня з використанням рятувального судна «Юшо-Мару» (Yusho Maru). Після цього I-5 пройшов кількаденний ремонт за сприяння плавбази підводних човнів «Сантос-Мару».
25 березня 1942-го човен рушив у море із завданням зайняти позицію в районі південного завершення Індії. У наступні кілька тижнів він не досягнув якихось успіхів і 16 квітня завершив поход у Сінгапурі, а 21 квітня — 1 травня 1942-го здійснив перехід до Йокосуки, де став на ремонт.

## Третій похід
17 червня 1942-го I-4 вийшов з Йокосуки та рушив для бойового патрулювання в районі Алеутських островів (незадовго до того японці захопили два острови на заході цього архіпелагу). До 20 липня корабель здійснював безрезультатне патрулювання, після чого рушив назад до Йокосуки, куди прибув 1 серпня.

## Четвертий похід
8—16 вересня 1942-го I-5 перейшов з Йокосуки на атол Трук у центральній частині Каролінських островів (тут ще до війни створили головну базу японського ВМФ у Океанії), а 17 вересня вирушив для бойового патрулювання в районі острова Гуадалканал. На той час у регіоні вже більш як місяць тривала важка битва, і японське командування тримало значні сили підводного флоту на підступах до східних Соломонових островів. 25 вересня з I-5 помітили одиночний транспорт, проте під час переслідування сам човен був виявлений та примушений до занурення. Також відомо, що у вересні I-5 зазнав певних пошкоджень при атаці глибинними бомбами. Втім, корабель патрулював ще багато тижнів, а 30 жовтня дістав наказ прямувати до атола Онтонг-Джава (дві сотні кілометрів на північ від центральних Соломонових островів) для пошуків збитих японських авіаторів. Після цього човен завершив похід поверненням на Трук.

## Транспортні рейси у Меланезії
21—25 листопада 1942-го I-5 пройшов до Рабаула (головна японська база у архіпелазі Бісмарка, з якої проводились операції на Соломонових островах та сході Нової Гвінеї), звідки 2—3 грудня перейшов на якірну стоянку Шортленд (прикрита групою невеликих островів Шортленд акваторія біля південного завершення острова Бугенвіль, де зазвичай відстоювались бойові кораблі та перевалювались вантажі для відправлення далі на схід Соломонових островів). І під час прямування в Рабаул, і на Шортленді на I-5 виникали проблеми з рулем глибини, які не вдалось вирішити на передових базах. Як наслідок, човен був змушений 9—28 грудня здійснити перехід із зупинками в Рабаулі та на Труці до Йокосуки, де став на ремонт.
Лише 9—17 березня 1943-го I-5 зміг пройти назад на Трук, де йому надали можливість нести на палубі плашкоут Дайхацу, який був загерметизований та дозволяв пришвидшити вантажно-розвантажувальні роботи під час транспортних місій (на той час японці стикалися з дедалі більшими ускладненнями в постачанні передових гарнізонів, тому були змушені активно залучати до цих операцій підводні човни). 20—23 березня 1943-го I-5 пройшов до Рабаула, після чого кілька місяців займався постачанням гарнізону новогвінейського Лае (у глибині затоки Хуон, що розділяє півострови Папуа та Хуон), остання спроба провести до якого надводні кораблі завершилась на початку березня розгромом японців у битві в морі Бісмарка. У межах цієї місії I-5 відвідав Лае 29 березня, 6 квітня (цього разу човен вивантажив 29 тонн вантажів і висадив 21 особу, а у зворотний рейс забрав 57 військовослужбовців), 13 квітня (доставив 26 тонн вантажів і 15 осіб та вивіз 35 військовослужбовців), 22 квітня (20 тонн припасів та 14 осіб до Лае, евакуація 38 осіб), 1 травня (вивантажив 35 тонн вантажів і висадив 22 особи та вивіз 40 військовослужбовців), 9 травня (34 тонни припасів і 23 пасажири до Лае, евакуація 39 осіб).
14 травня 1943-го I-5 здійснював черговий транспортний рейс, але був перенацілений для пошуку пілотів бомбардувальників, збитих під час нальоту на затоку Оро-Бей (обернене до Соломонового моря узбережжя півострова Папуа за три сотні кілометрів на південний схід від Лае). Наступної доби човен зміг підібрати кількох авіаторів. До кінця місяця човен ще встиг двічі вийти до Лае та відвідав цей гарнізон 24 травня (вивантажив 21 тонну вантажів і висадив 24 особи та вивіз 37 військовослужбовців) і 31 травня (22 тонни припасів і 23 пасажири до Лае).

## П'ятий похід
Тим часом японске командування відкликало до Японії цілий ряд підводних човнів для операцій у районі Алеутських островів, де на острові Киска (західна частина архіпелагу) перебував у блокаді японський гарнізон. У червні 1943-го I-5 прибув до Йокосуки, втім, вийшов у бойовий похід лише 30 липня, коли евакуація Киска вже завершилась. Човен пройшов через Парамушир (Курильські острови), а з середини серпня узявся за патрулювання в районі Киски. Тут він не досягнув жодних успіхів і 20 вересня повернувся на Парамушир, звідки 22—29 вересня пройшов до Йокосуки, де став на ремонт.

## Нові операції в Океанії
27 січня — 1 лютого 1944-го I-5 перейшов на Сайпан (Маріанські острови), а 11—16 лютого пройшов далі до Рабаула. 22—26 лютого та на початку березня човен здійснив звідси два транспортні рейси до Сармі на північному узбережжі Нової Гвінеї, а 10—26 березня пройшов через Трук до Йокосуки.
26 травня — 3 червня 1944-го I-5 знову пройшов на Сайпан, звідки вийшов 5 червня у транспортний рейс до східних Каролінських островів. Під час переходу виникли технічні проблеми і 12 червня човен зайшов для ремонту на Трук. Тієї ж доби американці розпочали операцію з оволодіння Маріанськими островами, які розглядались японцями як складова частина головного оборонного периметра імперії. Як наслідок, I-5 по завершенні ремонту 15 червня рушив назад для формування завіси підводних човнів у районі на схід від Маріанського архіпелагу. Втім, вже 22 червня корабель повернувся на Трук (а незадовго до того головні сили японського флоту зазнали важкої поразки в битві 19—20 червня у Філіппінському морі).
6—9 липня 1944-го I-5 все-таки пройшов із транспортною місією на схід Каролінського архіпелагу до острова Понапе. 11 липня човен знову був на Труці, де пройшов короткочасний ремонт і 16 липня рушив до Йокосуки. Незадовго до завершення 18 липня за сім сотень кілометрів на південний схід від Сайпану I-5 побачили на радарі ескортного авіаносця «Хоггат Бей», після чого в район ймовірного перебування ворожого корабля попрямували 2 ескортні есмінці. Через якийсь час (уже настало 19 липня) ескортний есмінець «Вайман» наблизився до району перебування субмарини і на дистанції 4 км втратив з нею радарний контакт, що засвідчувало занурення цілі. Завдяки сонару контакт відновили, після чого провели дві атаки глибинними бомбами. Після другої атаки сталась серія незначних підводних вибухів, яка завершилась потужною детонацією. Ймовірно, саме цей епізод став фатальним для I-5, який загинув з усіма 130 особами, що перебували на борту.